# Marcial Moreno Pascual
Marcial Moreno Pascual (Lagartera, 28 de septiembre de 1911-Manhattan, 17 de diciembre de 1983) fue un pintor español y escultor.

## Biografía
Pintor y escultor por inspiración dicen sus cronistas, como Julián García Sánchez, mucho antes de que el Sr. Garriga se lo llevara a Madrid. Primero al estudio de Victorio Macho y luego a la sombra del pintor y escultor Eugenio Hermoso.
De origen humilde, no había visto nunca un pincel, ni herramienta alguna de escultura y desde niño moldeaba el barro y dibujaba sobre cualquier superficie que encontraba a mano.
Los modelos eran las gentes, las costumbres y el vestuario de su pueblo – el muy conocido Traje de Lagartera o de Lagarterana - 
Su primera exposición abierta data de 1933 en el XII Salón de Otoño, donde da a conocer Ofrenda de boda y Descanso al atardecer.
Destacan aquí los críticos y a la vista de estos trabajos, que Marcial, era hasta hacia pocos años, un pastor lagarterano que no sabía leer ni escribir.

## Alguna obras del autor
- Humo de Lagartera
- Con Flores a María
- Compuesta y sin novio
- Lagarteranas
- La del pañuelo
- Mi lagarterana
- Si cantas, te convidamos
- Vísperas de boda
- Descanso al atardecer
- Ofrenda de boda
- Manzana de Castilla
- Lucrecia
- La Verata
- La Navalqueña
- El Reposo
- La Niña de Toledillo
- La Virgencita morena
- La Vendimia
- La Confirmación de Candeleda
- El Judas
- Agua del arroyo Zarzal

En 1951 viaja a Estados Unidos y se queda hasta su muerte, pero con retornos muy de cuando en cuando a Madrid y Lagartera tomados como vacaciones.